# شقایق سیروس
شقایق سیروس (به انگلیسی: Shaghayegh Cyrous) یک هنرمند و نمایشگاه‌دار آمریکایی است که در لس آنجلس زندگی می‌کند. او به خاطر تحقیقات تعاملی مبتنی بر زمان، پروژه‌های مشارکتی و نصب‌های ویدیویی شناخته شده است.

## اوایل زندگی
شقایق سیروس در تهران به دنیا آمد. او مدرک کارشناسی خود را در رشته مطالعات هنرهای تجسمی از دانشگاه علم و فرهنگ در تهران دریافت کرد. او تا زمان جنبش سبز ایران در ایران زندگی کرد، در سال ۲۰۱۱ تنش‌های سیاسی او را وادار کرد به ایالات متحده نقل مکان کند. او در سان فرانسیسکو مستقر شد و در سال ۲۰۱۷ با مدرک کارشناسی ارشد هنرهای زیبا در رشته عمل اجتماعی از کالج هنر کالیفرنیا (CCA) فارغ‌التحصیل شد. بلافاصله پس از فارغ‌التحصیلی، سیروس به عنوان یک پژوهشگر در Escuela de Arte Útil، پروژه‌ای که توسط تانییا بروگرا آغاز شده بود، مشغول به کار شد.

## حرفه
شقایق سیروس به همراه هنرمند ایرانی کیوان شوری، در سال ۲۰۱۵ نقاشی دیواری به نام «به یاد» را در کوچه کلاریون نصب کردند. این نقاشی دیواری سه نویسنده زن معروف ایرانی - سیمین دانشور، سیمین بهبهانی و فروغ فرخزاد - را به تصویر می‌کشد. سیروس و شوری پیشتر نیز کار دیگری را در آنجا خلق کرده بودند که نویسندگان و هنرمندان زندانی در ایران را به تصویر می‌کشید و سیروس پروژه «فرش گمشده» خود را در خیابان کلاریون نصب کرد.
سیروس همچنین نمایشگاه «ایران از درون» را در سال ۲۰۱۵ در لندن سازماندهی کرد که به هنر شهری ایرانی اختصاص داشت.او تهیه‌کننده اجرایی فیلم مستند «طغیانی از رنگ‌ها» بود که دربارهٔ هنر خیابانی و گرافیتی در ایران ساخته شده است.
او نمایشگاه ویدیویی «یازده و نیم ساعت» را در سال ۲۰۱۷ در اوکلند سازماندهی کرد که آثار هنرمند ایرانی شیرین عابدینی‌راد و هنرمند آمریکایی دیون لی را به نمایش گذاشت. سیروس این دو را با هدف «محو کردن مرزها بین دو فرهنگ… و ایجاد احساسی از یکسان بودن ایران و اوکلند» ترکیب کرد. او این عنوان را انتخاب کرد زیرا یازده و نیم ساعت، تفاوت زمانی بین سان فرانسیسکو و تهران وجود دارد.
کار خود او به نام «پنجره‌ای به تهران» با یک دیپتیک ویدیویی که طلوع آفتاب سان فرانسیسکو را با غروب آفتاب تهران هماهنگ می‌کند، بر اساس همین ایده شکل گرفت.در سال ۲۰۱۹، سیروس ویدیو نصب «خورشید روز بعد طلوع خواهد کرد» را ایجاد کرد که شامل نام‌های زندانیان سیاسی محبوس در ایران از آغاز جنبش سبز ایران در سال ۲۰۱۱ تا ۲۰۱۹ بود.
در اوت ۲۰۲۱، سیروس پروژه زامین را تأسیس کرد که هدف آن ارتباط و نمایندگی هنرمندان و مربیان از جامعه منا (اصطلاح) (جنوب غرب آسیا و شمال آفریقا) در منطقه خلیج سان فرانسیسکو است. این پروژه شامل ابتکاراتی مانند پنل‌های بحث، مصاحبه با هنرمندان و آرشیو پروژه زامین است.

## آثار قابل توجه
- ۲۰۱۴ - «کلوزار بافی»، ایران و کالیفرنیا[۱۴]
- ۲۰۱۵ - "به یاد" (همکاری با کیوان شویر)، کوچه کلاریون، سانفرانسیسکو، کالیفرنیا
- ۲۰۱۵ - "Inside Out Iran" (مجری نمایشگاه)، لندن، انگلستان
- ۲۰۱۶ - "پنجره ای به تهران"، گالری‌های Root Division، سانفرانسیسکو، کالیفرنیا[۱۵]
- ۲۰۱۷ - «یازده و نیم ساعت» (مجری نمایشگاه)، اوکلند، کالیفرنیا
- ۲۰۱۸ - Over Here Not Yet (کار مشترک با رنه رودز) Royal NoneSuch Gallery، اوکلند، کالیفرنیا[۱۶]
- ۲۰۱۸ - «شرق غرب»، سانتافه، نیومکزیکو[۱۷]
- ۲۰۱۹ - Rock E Malta (کار مشترک با کیم اپیفانو)[۱۸]
- ۲۰۱۹ - «خورشید روز بعد طلوع خواهد کرد» (نصب ویدئو در پروژه خیابان مینه سوتا)، سانفرانسیسکو، کالیفرنیا[۱۲]
- ۲۰۱۹ - «راک و ملات» (نصب ویدیویی برای اجرای تئاتر رقص اپیفانی)، سانفرانسیسکو، کالیفرنیا[۱۹][۲۰]
- ۲۰۲۰ - «بازآفرینی آینده»، منطقه خلیج SF، کالیفرنیا[۲۱]